# People’s Heritage Party
Die People’s Heritage Party (PHP) war eine politische Partei in Ghana. 
Politisch war die PHP ebenso wie die People’s National Convention (PNC) und die National Independence Party (NIP) in der öffentlichen Meinung eine Weiterführung der politischen Tradition des ersten Präsidenten Ghanas, Kwame Nkrumah.

## Geschichte
Mit der vierten und aktuellen Verfassung Ghanas wurden nach der Militärjunta von Jerry Rawlings im Jahr 1992 in Ghana politische Parteien zugelassen. 
Die PHP wurde unter dem Vorsitz von Generalleutnant (a. D.) Emmanuel Alexander Erskine gegründet, der den Vorsitz noch immer innehat. Im Gründungsjahr boykottierte die PHP die Wahlen zum ghanaischen Parlament. Im gleichen Jahr kandidierte Erskine als Vorsitzender der PHP für das Amt des Präsidenten und unterlag dem ehemaligen Diktator und späteren Präsidenten Rawlings deutlich. 
Im Jahr 1993 vereinigte sich die PHP mit der NIP zur People’s Convention Party.